# اکسید سرب (II)
اکسید سرب(II) (به انگلیسی: Lead(II) oxide) با فرمول شیمیایی PbO یک ترکیب شیمیایی با شناسه پاب‌کم ۱۴۸۲۷ است. که جرم مولی آن 223.20 g/mol می‌باشد. شکل ظاهری این ترکیب، پودر زرد یا زرد نارنجی است.
این ترکیب اگر متبلور نباشد، ماسیکوت(به انگلیسی: Massicot) نام دارد، اما پس از ذوب و سرد شدن متبلور گشته و لیتارژ (به انگلیسی: Litharge) یا پروتوکسید سرب (به انگلیسی: protoxide of lead) نامیده می‌شود.
لیتارژ در منابع کهن فارسی به نام مُرداسنگ یا مُردارسنگ یا مُرداسنج آمده‌است. این ماده در نقاشی به عنوان یکی از خشک‌کننده‌های رنگ‌های روغنی و در پزشکی جهت شستشو و ضدعفونی کردن وسایل پزشکی، در ترکیب برخی صابون‌های طبی مصرف می‌شود، و نیز در برخی صنایع از جمله کوزه گری جهت تهیه لعاب روی کوزه‌ها به کار میرفته‌است.